# Hensley Paulina
Hensley Paulina (Willemstad, Antillas Neerlandesas, 26 de junio de 1993) es un deportista neerlandés que compite en atletismo. Ganó una medalla de bronce en el Campeonato Europeo de Atletismo de 2018, en la prueba de 4 × 100 m.

## Palmarés internacional
| Campeonato Europeo | Campeonato Europeo | Campeonato Europeo | Campeonato Europeo |
| Año                | Lugar              | Medalla            | Prueba             |
| ------------------ | ------------------ | ------------------ | ------------------ |
| 2018               | Berlín (Alemania)  | Medalla de bronce  | 4 × 100 m          |